# Fussballclub Wohlen 1904 2013-2014
Questa voce raccoglie le informazioni riguardanti il Fussballclub Wohlen 1904 nelle competizioni ufficiali della stagione 2013-2014.

## Stagione
Nella stagione 2013-2014 il Wohlen, allenato da David Sesa e Ciriaco Sforza, concluse il campionato di Challenge League al 9º posto. In Coppa Svizzera il Wohlen fu eliminato al secondo turno dal Sion.

## Rosa
| N. |                                 | Ruolo | Calciatore        |
| -- | ------------------------------- | ----- | ----------------- |
| 1  | RD del Congo (bandiera)         | P     | Joël Kiassumbua   |
| 2  | Svizzera (bandiera)             | D     | Dylan Stadelmann  |
| 4  | Bosnia ed Erzegovina (bandiera) | C     | Branislav Nikić   |
| 5  | Austria (bandiera)              | D     | Michael Winsauer  |
| 5  | Italia (bandiera)               | C     | Davide Giampà     |
| 6  | Kosovo (bandiera)               | D     | Alban Pnishi      |
| 7  | Svizzera (bandiera)             | D     | Mattia De Rosa    |
| 7  | Svizzera (bandiera)             | C     | Muhamed Seferi    |
| 7  | Francia (bandiera)              | A     | Yannick Agro      |
| 8  | Kosovo (bandiera)               | C     | Mërgim Brahimi    |
| 9  | Svizzera (bandiera)             | A     | Simone Rapp       |
| 10 | Germania (bandiera)             | C     | Yannick Kakoko    |
| 11 | Portogallo (bandiera)           | A     | Paiva             |
| 12 | Svizzera (bandiera)             | D     | Luca Studer       |
| 12 | Svizzera (bandiera)             | A     | Tihomir Grabovica |
| 13 | Svizzera (bandiera)             | C     | Stefano Milani    |
| 15 | Albania (bandiera)              | D     | Bujar Lika        |

| N. |                     | Ruolo | Calciatore          |
| -- | ------------------- | ----- | ------------------- |
| 15 | Kosovo (bandiera)   | C     | Leugzim Rullani     |
| 17 | Svizzera (bandiera) | C     | Matteo Muscia       |
| 19 | Svizzera (bandiera) | C     | Dejan Miljković     |
| 20 | Svizzera (bandiera) | D     | Mario Bühler        |
| 20 | Serbia (bandiera)   | A     | Samir Ramizi        |
| 21 | Brasile (bandiera)  | C     | Guto                |
| 22 | Svizzera (bandiera) | C     | Lavdrim Ebipi       |
| 23 | Svizzera (bandiera) | C     | Joël Geissmann      |
| 24 | Svizzera (bandiera) | C     | Luigi Milicaj       |
| 24 | Svizzera (bandiera) | C     | Nedim Sacirović     |
| 25 | Svizzera (bandiera) | C     | Mario Schönenberger |
| 26 | Kosovo (bandiera)   | D     | Rexhep Thaqi        |
| 26 | Serbia (bandiera)   | C     | Rexhep Saqi         |
| 30 | Svizzera (bandiera) | P     | Flamur Tahiraj      |
| 31 | Croazia (bandiera)  | D     | Marijan Urtic       |
| 33 | Svizzera (bandiera) | C     | Daniele Romano      |

## Organigramma societario
Area tecnica
- Allenatore: Ciriaco Sforza
- Allenatore in seconda: Umberto Romano
- Preparatore dei portieri: Boris Ivkovic
- Preparatori atletici: Umberto Romano

## Calciomercato

### Sessione estiva
| Acquisti | Acquisti           | Acquisti       | Acquisti |
| R.       | Nome               | da             | Modalità |
| -------- | ------------------ | -------------- | -------- |
| D        | Bujar Lika         | Lucerna II     |          |
| A        | Yannick Agro       | Ulma           |          |
| P        | Ivan Benito        | Young Boys     |          |
| D        | Mario Bühler       | Lucerna        |          |
| C        | Raffaele Cardiello | Baden          |          |
| C        | Davide Giampà      | Aarau          |          |
| C        | Guto               | Kriens         |          |
| C        | Yannick Kakoko     | Homburg        |          |
| C        | Branislav Nikić    | Agia Napa      |          |
| A        | Paiva              | Grasshoppers   |          |
| A        | Simone Rapp        | Basilea II     |          |
| D        | Dylan Stadelmann   | Stade Nyonnais |          |

| Cessioni | Cessioni             | Cessioni                     | Cessioni |
| R.       | Nome                 | a                            | Modalità |
| -------- | -------------------- | ---------------------------- | -------- |
| C        | Agron Mustafi        | Naters                       |          |
| D        | Hemza Mihoubi        | White Star Bruxelles         |          |
| D        | Selver Hodžić        | Team FC Luzern/SC Kriens U18 |          |
| A        | Cristian Florin Ianu | Sion II                      |          |
| D        | Etienne Manca        | Tuggen                       |          |
| C        | Freddy Mveng         | Sion                         |          |
| D        | Pascal Thrier        | Sciaffusa                    |          |
| C        | Matteo Tosetti       | Lugano                       |          |
| C        | Thomas Weller        | Pfullendorf                  |          |

### Sessione invernale
| Acquisti | Acquisti            | Acquisti       | Acquisti |
| R.       | Nome                | da             | Modalità |
| -------- | ------------------- | -------------- | -------- |
| C        | Mërgim Brahimi      | Grasshoppers   |          |
| D        | Marijan Urtic       | Kriens         |          |
| A        | Samir Ramizi        | Étoile Carouge |          |
| D        | Rexhep Thaqi        | Kriens         |          |
| C        | Daniele Romano      | Aarau          |          |
| C        | Mario Schönenberger | San Gallo      |          |
| C        | Nedim Sacirović     | Lucerna        |          |
| C        | Joël Geissmann      | Baden          |          |

| Cessioni | Cessioni           | Cessioni | Cessioni |
| R.       | Nome               | a        | Modalità |
| -------- | ------------------ | -------- | -------- |
| A        | Nenad Bijelić      | Bienne   |          |
| C        | Sergio Bastida     | Kriens   |          |
| C        | Raffaele Cardiello | Baden    |          |

## Risultati

### Challenge League

#### Prima fase, girone di andata
| Arbitro: | Schnyder |

|                  |           |                      |
| Paiva 24’ (rig.) | Marcatori | 60’ Tréand 65’ Tadić |

| Locarno 20 luglio 2013, ore 17:45 CEST 2ª giornata | Locarno | 0 – 0 referto | Wohlen | Stadio Lido (630 spett.)\| Arbitro: \| Schärer \| |
| Arbitro:                                           | Schärer |               |        |                                                   |

| Arbitro: | Schärer |

|                                                        |           |              |
| Lekaj 10’ Audino 24’ Holenstein 40’, 68’ Tahirović 65’ | Marcatori | 7’, 56’ Rapp |

| Arbitro: | Pache |

|           |           |                    |
| Paiva 79’ | Marcatori | 88’ (rig.) Dubajić |

| Arbitro: | Superczynski |

|                                                                   |           |                      |
| Ukoh 9’ Manière 30’ Morello 36’ Miani 43’ Siegrist 56’ Ashraf 90’ | Marcatori | 76’ Bijelić 81’ Guto |

| Arbitro: | Gut |

|                    |           |                                      |
| Giampà 3’ Rapp 84’ | Marcatori | 34’ Rossini 36’ Mangold 50’ Frontino |

| Arbitro: | Fähndrich |

|                                                      |           |            |
| Maccoppi 24’ Ciccone 43’ Sara 69’ (rig.) Schürpf 87’ | Marcatori | 85’ Muscia |

| Arbitro: | Schärer |

|                              |           |           |
| Paiva 32’, 45’ Miljković 90’ | Marcatori | 13’ Đurić |

| Arbitro: | Fähndrich |

|  |           |                                      |
|  | Marcatori | 37’ (rig.), 73’ Aratore 87’ D'Acunto |

#### Prima fase, girone di ritorno
| Arbitro: | Gut |

|                             |           |                       |
| Winsauer 27’ (aut.) Gül 83’ | Marcatori | 52’ Winsauer 70’ Rapp |

| Arbitro: | Superczynski |

|                       |           |                                                    |
| Bijelić 11’ Paiva 28’ | Marcatori | 12’ Osmani 26’ Challandes 35’ Morello 83’ Siegrist |

| Arbitro: | Huwiler |

|                             |           |                         |
| Mihajlović 27’ Magnetti 70’ | Marcatori | 77’ Paiva 90’ Miljković |

| Arbitro: | Schnyder |

|           |           |           |
| Nikić 22’ | Marcatori | 15’ Brown |

| Arbitro: | Fähndrich |

|                              |           |           |
| Sadiku 72’ Pnishi 74’ (aut.) | Marcatori | 88’ Paiva |

| Arbitro: | Fähndrich |

|  |           |                                               |
|  | Marcatori | 24’, 45’ Buess 47’ Paçarizi 60’ (aut.) Pnishi |

| Arbitro: | Graf |

|           |           |  |
| Tadić 57’ | Marcatori |  |

| Arbitro: | Gut |

|           |           |            |
| Paiva 19’ | Marcatori | 66’ Hasler |

| Arbitro: | Gut |

|             |           |  |
| Schuler 71’ | Marcatori |  |

#### Seconda fase, girone di andata
| Arbitro: | Hänni |

|                       |           |  |
| Hassell 44’ Buess 69’ | Marcatori |  |

| Arbitro: | Gut |

|                  |           |          |
| Paiva 75’ (rig.) | Marcatori | 63’ Sara |

| Arbitro: | Jancevski |

|  |           |                          |
|  | Marcatori | 16’ Tosetti 58’ da Silva |

| Arbitro: | Hänni |

|                         |           |            |
| Sejmenović 1’ Miani 68’ | Marcatori | 67’ Ramizi |

| Arbitro: | Schnyder |

|          |           |  |
| Rapp 64’ | Marcatori |  |

| Arbitro: | Superczynski |

|                                 |           |          |
| Cha 71’ Tabaković 78’ Brown 80’ | Marcatori | 44’ Rapp |

| Arbitro: | Huwiler |

|           |           |  |
| Paiva 60’ | Marcatori |  |

| Chiasso 24 marzo 2014, ore 19:45 CET 26ª giornata | Chiasso | 0 – 0 referto | Wohlen | Stadio comunale Riva IV (1 000 spett.)\| Arbitro: \| Schärer \| |
| Arbitro:                                          | Schärer |               |        |                                                                 |

| Arbitro: | Fähndrich |

|          |           |                                            |
| Roux 29’ | Marcatori | 26’, 33’, 43’ Brahimi 40’ Paiva 73’ Kakoko |

#### Seconda fase, girone di ritorno
| Arbitro: | Jaccottet |

|                        |           |                                  |
| Brahimi 13’ Ramizi 67’ | Marcatori | 8’ Holenstein 30’ (rig.) Cerrone |

| Arbitro: | Gut |

|  |           |                                      |
|  | Marcatori | 60’ Morello 64’ Etchegoyen 80’ Miani |

| Arbitro: | Jancevski |

|                       |           |           |
| Bašić 14’ Guarino 72’ | Marcatori | 67’ Thaqi |

| Arbitro: | Pache |

|                            |           |  |
| Brahimi 77’ Paiva 79’, 88’ | Marcatori |  |

| Arbitro: | Schnyder |

|                         |           |  |
| Sutter 38’, 52’ Pak 57’ | Marcatori |  |

| Arbitro: | Studer |

|                          |           |                              |
| Ramizi 76’ Geissmann 83’ | Marcatori | 70’ Magnetti 90’ Facchinetti |

| Arbitro: | Graf |

|             |           |               |
| Rossini 61’ | Marcatori | 90’ Geissmann |

| Arbitro: | Bieri |

|  |           |                      |
|  | Marcatori | 43’ Kakoko 48’ Paiva |

| Arbitro: | Studer |

|                                          |           |  |
| Paiva 25’, 70’ Kakoko 38’ Thaqi 77’, 88’ | Marcatori |  |

### Coppa Svizzera
| 17 agosto 2013, ore 17:00 CEST Primo turno | Altstätten | 0 – 5 | Wohlen |  |

| 15 settembre 2013, ore 14:30 CEST Secondo turno | Wohlen | 0 – 1 | Sion |  |

## Statistiche

### Statistiche di squadra
| Competizione     | Punti | In casa | In casa | In casa | In casa | In casa | In casa | In trasferta | In trasferta | In trasferta | In trasferta | In trasferta | In trasferta | Totale | Totale | Totale | Totale | Totale | Totale | DR  |
| Competizione     | Punti | G       | V       | N       | P       | Gf      | Gs      | G            | V            | N            | P            | Gf           | Gs           | G      | V      | N      | P      | Gf     | Gs     | DR  |
| ---------------- | ----- | ------- | ------- | ------- | ------- | ------- | ------- | ------------ | ------------ | ------------ | ------------ | ------------ | ------------ | ------ | ------ | ------ | ------ | ------ | ------ | --- |
| Challenge League | 32    | 18      | 5       | 6       | 7       | 26      | 30      | 18           | 2            | 5            | 11           | 21           | 37           | 36     | 7      | 11     | 18     | 47     | 67     | -20 |
| Coppa Svizzera   | -     | 1       | 0       | 0       | 1       | 0       | 1       | 1            | 1            | 0            | 0            | 5            | 0            | 2      | 1      | 0      | 1      | 5      | 1      | +4  |
| Totale           | 32    | 19      | 5       | 6       | 8       | 26      | 31      | 19           | 3            | 5            | 11           | 26           | 37           | 38     | 8      | 11     | 19     | 52     | 68     | -16 |

### Andamento in campionato
| Giornata  | 1 | 2 | 3 | 4 | 5 | 6 | 7  | 8 | 9  | 10 | 11 | 12 | 13 | 14 | 15 | 16 | 17 | 18 | 19 | 20 | 21 | 22 | 23 | 24 | 25 | 26 | 27 | 28 | 29 | 30 | 31 | 32 | 33 | 34 | 35 | 36 |
| --------- | - | - | - | - | - | - | -- | - | -- | -- | -- | -- | -- | -- | -- | -- | -- | -- | -- | -- | -- | -- | -- | -- | -- | -- | -- | -- | -- | -- | -- | -- | -- | -- | -- | -- |
| Luogo     | C | T | T | C | T | C | T  | C | C  | T  | C  | T  | C  | T  | C  | T  | C  | T  | T  | C  | C  | T  | C  | T  | C  | T  | T  | C  | C  | T  | C  | T  | C  | T  | T  | C  |
| Risultato | P | N | P | N | P | P | P  | V | P  | N  | P  | N  | N  | P  | P  | P  | N  | P  | P  | N  | P  | P  | V  | P  | V  | N  | V  | N  | P  | P  | V  | P  | N  | N  | V  | V  |
| Posizione | 6 | 8 | 9 | 9 | 9 | 9 | 10 | 9 | 10 | 10 | 10 | 10 | 10 | 10 | 10 | 10 | 10 | 10 | 10 | 10 | 10 | 10 | 10 | 10 | 10 | 10 | 9  | 9  | 9  | 9  | 9  | 9  | 9  | 9  | 9  | 9  |

Legenda:

Luogo: C = Casa; T = Trasferta. Risultato: V = Vittoria; N = Pareggio; P = Sconfitta.

### Statistiche dei giocatori
| Y. Agro          | 4  | 0  | 0 | 0 |
| S. Bastida       | 2  | 0  | 0 | 0 |
| I. Benito        | 5  | 0  | 0 | 0 |
| N. Bijelić       | 10 | 2  | 0 | 0 |
| M. Brahimi       | 13 | 5  | 3 | 0 |
| M. Bühler        | 30 | 0  | 6 | 1 |
| R. Cardiello     | 6  | 0  | 0 | 0 |
| M. De Rosa       | 0  | 0  | 0 | 0 |
| L. Ebipi         | 7  | 0  | 1 | 0 |
| J. Geissmann     | 16 | 2  | 2 | 0 |
| D. Giampà        | 17 | 1  | 5 | 0 |
| T. Grabovica     | 9  | 0  | 0 | 0 |
| G. Guto          | 8  | 1  | 1 | 1 |
| W. Indio         | 7  | 0  | 1 | 0 |
| Y. Kakoko        | 29 | 3  | 2 | 1 |
| J. Kiassumbua    | 5  | 0  | 0 | 0 |
| B. Lika          | 16 | 0  | 2 | 0 |
| S. Milani        | 8  | 0  | 2 | 0 |
| L. Milicaj       | 3  | 0  | 0 | 0 |
| D. Miljković     | 11 | 2  | 1 | 0 |
| M. Muscia        | 10 | 1  | 0 | 0 |
| B. Nikić         | 24 | 1  | 4 | 1 |
| P. Paiva         | 34 | 16 | 7 | 0 |
| A. Pnishi        | 29 | 0  | 7 | 1 |
| S. Ramizi        | 17 | 3  | 5 | 0 |
| S. Rapp          | 24 | 6  | 5 | 0 |
| D. Romano        | 8  | 0  | 0 | 0 |
| L. Rullani       | 0  | 0  | 0 | 0 |
| N. Sacirović     | 7  | 0  | 2 | 0 |
| R. Saqi          | 1  | 0  | 0 | 0 |
| M. Schönenberger | 17 | 0  | 4 | 0 |
| M. Seferi        | 0  | 0  | 0 | 0 |
| D. Stadelmann    | 29 | 0  | 7 | 0 |
| L. Studer        | 0  | 0  | 0 | 0 |
| F. Tahiraj       | 26 | 0  | 0 | 0 |
| R. Thaqi         | 16 | 3  | 3 | 0 |
| M. Urtic         | 12 | 0  | 3 | 0 |
| M. Winsauer      | 22 | 1  | 2 | 0 |
| A. Yilmaz        | 0  | 0  | 0 | 0 |